# Aşağıyabanlı, Ağın
Aşağıyabanlı là một xã thuộc huyện Ağın, tỉnh Elâzığ, Thổ Nhĩ Kỳ. Dân số thời điểm năm 2011 là 26 người.